# Gísla saga
La Gísla saga Súrssonar (in italiano: Saga di Gísli Súrsson), o semplicemente Gísla saga, è una saga scritta in Islanda nel XIII secolo.

## Struttura narrativa
La Gísla saga è una classica saga centrata sui tormenti interiori del protagonista, un fuorilegge di nome Gísli. Mentre si svolge il suo destino, Gísli sperimenta conflittuali passioni d'amore, odio e altre potenti emozioni. Diversamente dalla tipica saga degli Islandesi, la Gísla saga utilizza il tema della vendetta comune a tutte queste saghe per mostrare come essa divida le alleanze all'interno di una famiglia anziché rafforzarne i legami.

## Trama
Intorno al 950 Gísli Súrsson e la sua famiglia decidono di lasciare la Norvegia e di trasferirsi in Islanda. Circa dieci anni dopo, Gísli uccide suo cognato Þorgrímr, perciò viene dichiarato fuorilegge e costretto ad essere latitante per tredici anni. La saga comincia con i due fratelli Gísli e Þorkell e i loro cognati (Vésteinn e Þorgrímr) che si riuniscono per una cerimonia, dichiarandosi così fedeltà l'un l'altro; tuttavia questa cerimonia, che altro non è se non il tradizionale giuramento di fratellanza, non viene completata poiché Þorgrímr ritratta il suo giuramento verso Vésteinn, causando così anche la negazione da parte di Gísli del suo legame con Þorgrímr: da questo momento in poi le azioni dei protagonisti sembrano completamente controllate dal fato mentre essi precipitano verso tragici avvenimenti.
Una catena di terribili eventi è messa in moto quando Þorkell sorprende sua moglie, Ásgerðr, e la moglie di Gísli, Auðr, spettegolare sugli amori che avevano avuto prima di sposarsi. Quando Ásgerðr rivela che aveva avuto come amante il fratello di Auðr, Vésteinn, Þorkell si infuria e decide di andarsene dalla fattoria che lui e Gísli condividevano; Þorkell e Ásgerðr si trasferiscono in una fattoria vicina posseduta da Þorgrímr. Al suo arrivo, Þorkell va incontro a Þorgrímr per discutere di varie cose, forse persino della pianificazione dell'omicidio di Vésteinn, anche se nulla è scritto per certo; poco dopo Þorkell entra in casa con Þorgrímr, e Vésteinn torna alla fattoria di Gísli per far visita alla propria famiglia. Auðr spiega a Gísli di cosa lei e Ásgerðr stessero parlando e come Þorkell abbia origliato la loro conversazione; Gísli tenta di avvertire Vésteinn di non tornare al villaggio perché non sarebbe stata una cosa sicura per lui, ma sfortunatamente Vésteinn non è avvertito in tempo e giunge ignaro al villaggio. Poco dopo viene ucciso mentre dormiva in casa di Gísli. Gísli corre in casa e divelle la lancia dal petto di Vésteinn, a significare che avrebbe vendicato la sua morte. Sebbene l'identità dell'intruso non sia mai rivelata, Gísli è perseguitato da sogni che lo convincono che Þorgrímr sia l'assassino; in questi sogni vi sono due donne simboliche, una buona e l'altra cattiva, che sembrano rappresentare la scelta che Gísli dovrà alla fine compiere.
Ora, per vendicare la morte di Vésteinn, un uomo a cui era legato, Gísli uccide Þorgrímr e fugge nella notte per non essere scoperto. Tuttavia Þórdís, sorella di Gísli e vedova di Þorgrímr, sospetta che sia stato Gísli ad aver ucciso suo marito e riesce a farlo dichiarare fuorilegge. Una volta che Gísli è stato dichiarato fuorilegge deve costantemente scappare da un gruppo di uomini che lo cercano per ucciderlo; questo risulta essere più difficile del previsto, ed essi non riescono a trovare Gísli nei suoi vari nascondigli. Mentre Gísli è in fuga, i due figli di Vésteinn decidono di farsi vendetta da soli per la morte del padre: i due ragazzi uccidono Þorkell, ma Gísli decide di non dar loro la caccia perché parenti di Auðr.
Auðr, moglie di Gísli, rimane leale per tutta la saga e si rifiuta di divulgare la posizione di suo marito, anche quando le vengono offerti trecento pezzi d'argento per l'informazione. I sogni di Gísli continuano a tormentarlo, e alla fine non riesce più a sfuggire ai suoi problemi né ai suoi cacciatori; dopo che Gísli viene scoperto, Auðr combatte a fianco del marito finché egli non viene ucciso in una strenua battaglia finale. Perfino dopo che Gísli è morto è ancora onorato e rispettato per essere stato un uomo onesto e leale; la saga fa notare che il suo ultimo respiro fu forte quanto il primo. Dopo che Gísli è caduto, Þórdís prova rimorso per la sua uccisione e trafigge la gamba di Eyjólfr, e dopo che Börkr (fratello di Eyjólfr e nuovo marito di Þórdís) le strappa la spada di mano per calmare il gruppo Þórdís proclama il suo divorzio dal nuovo marito e lascia la sua casa; Auðr si converte alla fede cristiana e compie un pellegrinaggio a Roma, senza tornare mai più in Islanda.

## Manoscritti
Sebbene la saga si sia preservata per intero solo in manoscritti tardi, essa fu probabilmente scritta nel primo XIII secolo, mentre gli eventi narrati si sono verificati tra il 940 e il 980.

## Nella cultura moderna
Nel 1981 da questa saga fu tratto un film intitolato Útlaginn, diretto da Ágúst Guðmundsson e interpretato da Arnar Jónsson